# Prowincja dalmacka Najświętszego Zbawiciela Zakonu Braci Mniejszych
Prowincja dalmacka Najświętszego Zbawiciela (chorw. Franjevačka provincija Presvetog Otkupitelja) − jedna z trzech chorwackich prowincji Zakonu Braci Mniejszych z siedzibą prowincjała w Splicie.

## Historia
Prowincja Najświętszego Zbawiciela wydzielona została z prowincji bośniackiej Świętego Krzyża w 1735. W pierwszym etapie istnienia posiadała dziewięć konwentów: Zaostrog, Živogošće, Makarska, Omiš, Sinj, Szybenik, Knin, Visovac, Karin oraz trzy domy zależne: Sućuraj, Sumartin i Split. W 1931 przejęto klasztory Naszej Pani w Zagrzebiu i Archanioła Gabriela w Monachium. Do 1888 siedzibą prowincjała był Szybenik. Obecnie kuria prowincjalna znajduje się w Splicie. Franciszkanie z prowincji Najświętszego Zbawiciela przede wszystkim pracują w parafiach.

## Klasztory prowincji
Prowincja Najświętszego Zbawiciela posiada swoje domy zakonne w następujących miejscowościach:
- Imotski
- Karin
- Knin
- Makarska
- Monachium
- Omiš
- Sinj
- Split-Dobri
- Split-Trestenik
- Sumartin
- Szybenik - Šubićevac i Sv. Lovre na Gorici
- Visovac
- Zagrzeb
- Zaostrog
- Živogošće